# Campeonato Goiano de Futebol de 2023 - Terceira Divisão
O Campeonato Goiano de Futebol - Terceira Divisão de 2023 foi a 21° edição deste torneio organizado pela Federação Goiana de Futebol. Esta competição foi disputada por 11 equipes e teve seu início no dia 2 de setembro de 2023, e terminou no dia 3 de dezembro de 2023.
A competição contou com equipes tradicionais do cenário goiano, como o Itumbiara Esporte Clube, que faz sua estréia na Terceira Divisão após o rebaixamento no Campeonato Goiano de Futebol de 2022 - Segunda Divisão, além do Mineiros Esporte Clube, Trindade Atlético Clube, Associação Atlética Rioverdense e o Pires do Rio Futebol Clube.

## Regulamento
As equipes foram dividas em dois grupos, onde jogarão entre si, em jogos de turno e returno. Os clubes classificados em primeiro e segundo de cada grupo avaçam para a semifinal em jogos de ida e volta. Os vencedores da semifinal garantem acesso ao Campeonato Goiano de Futebol de 2024 - Segunda Divisão e disputam a final em jogos de ida e volta valendo o título da competição.

### Critérios de desempate
Em caso de igualdade no número de pontos ganhos entre duas equipes ou mais ao final de cada rodada, serão adotados os seguintes critérios técnicos:
1. Maior número de vitórias;
2. Maior saldo de gols;
3. Maior número de gols pró;
4. Menor número de cartões vermelhos recebidos;
5. Menor número de cartões amarelos recebidos;
6. Sorteio

## Equipes participantes
| Equipe          | Cidade               | Em 2022        |
| --------------- | -------------------- | -------------- |
| ABECAT          | Ouvidor (Goiás)      | Não participou |
| Cerrado         | Aparecida de Goiânia | 8° (2ª D)      |
| Guanabara City  | Goiânia              | 6°             |
| Itaberaí        | Itaberaí             | Não participou |
| Itumbiara       | Itumbiara            | 7° (2ª D)      |
| Mineiros        | Mineiros (Goiás)     | 8°             |
| Pires do Rio    | Pires do Rio         | Não participou |
| Rioverdense     | Rio Verde            | 5°             |
| Trindade        | Trindade (Goiás)     | 4°             |
| Tupy de Jussara | Jussara (Goiás)      | Não participou |
| Uruaçu          | Uruaçu               | 3°             |

## Primeira fase

### Grupo A
| Pos | Equipe         | Pts | J  | V | E | D | GP | GC | SG  | Classificado                  |     | ABT | UFC | GCF | PRF | CEC | IEC |
| --- | -------------- | --- | -- | - | - | - | -- | -- | --- | ----------------------------- | --- | --- | --- | --- | --- | --- | --- |
| 1   | ABECAT         | 23  | 10 | 7 | 2 | 1 | 25 | 6  | +19 | Classificado para a semifinal |     | —   | 2–0 | 0–2 | 1–0 | 4–0 | 6–0 |
| 2   | Uruaçu         | 16  | 10 | 4 | 4 | 2 | 15 | 8  | +7  | Classificado para a semifinal |     | 0–1 | —   | 4–0 | 3–1 | 2–0 | 2–2 |
| 3   | Guanabara City | 15  | 10 | 5 | 0 | 5 | 14 | 16 | −2  |                               |     | 1–5 | 1–3 | —   | 2–0 | 3–1 | 3–0 |
| 4   | Pires do Rio   | 15  | 10 | 4 | 3 | 3 | 12 | 14 | −2  |                               | 2–2 | 1–1 | 2–1 | —   | 2–1 | 1–0 |     |
| 5   | Cerrado        | 6   | 10 | 1 | 3 | 6 | 5  | 17 | −12 |                               | 0–3 | 0–0 | 1–0 | 1–2 | —   | 1–1 |     |
| 6   | Itumbiara      | 6   | 10 | 0 | 6 | 4 | 5  | 16 | −11 |                               | 1–1 | 0–0 | 0–1 | 1–1 | 0–0 | —   |     |

### Grupo B
| Pos | Equipe          | Pts | J | V | E | D | GP | GC | SG  | Classificado                  |     | TAC | ITA | TUP | MEC | AAR |
| --- | --------------- | --- | - | - | - | - | -- | -- | --- | ----------------------------- | --- | --- | --- | --- | --- | --- |
| 1   | Trindade        | 17  | 8 | 5 | 2 | 1 | 17 | 6  | +11 | Classificado para a semifinal |     | —   | 1–2 | 2–1 | 5–1 | 4–0 |
| 2   | Itaberaí        | 16  | 8 | 5 | 1 | 2 | 16 | 8  | +8  | Classificado para a semifinal |     | 0–0 | —   | 2–0 | 3–1 | 5–0 |
| 3   | Tupy de Jussara | 13  | 8 | 4 | 1 | 3 | 17 | 13 | +4  |                               |     | 1–1 | 3–1 | —   | 2–1 | 4–2 |
| 4   | Mineiros        | 12  | 8 | 4 | 0 | 4 | 19 | 15 | +4  |                               | 1–2 | 2–1 | 4–2 | —   | 6–0 |     |
| 5   | Rioverdense     | 0   | 8 | 0 | 0 | 8 | 3  | 30 | −27 |                               | 0–2 | 1–2 | 0–4 | 0–3 | —   |     |

## Fase final
Em itálico as equipes que possuem o mando de campo no jogo de ida; em negrito as equipes vencedoras.
|  | Semifinais | Semifinais | Semifinais | Semifinais |   |        | Final | Final | Final | Final |
|  |            |            |            |            |   |        |       |       |       |       |
|  | ABECAT     | 1          | 2          | 3 (4)      |   |        |       |       |       |       |
|  | Uruaçu     | 1          | 2          | 3 (2)      |   |        |       |       |       |       |
|  | Uruaçu     | 1          | 2          | 3 (2)      |   | ABECAT | 2     | 2     | 4     |       |
|  |            |            |            |            |   | ABECAT | 2     | 2     | 4     |       |
|  |            | Trindade   | 0          | 1          | 1 |        |       |       |       |       |
|  | Trindade   | Trindade   | 0          | 1          | 1 | 0      | 1     | 1 (5) |       |       |
|  | Trindade   |            |            |            |   | 0      | 1     | 1 (5) |       |       |
|  | Itaberaí   | 1          | 0          | 1 (4)      |   |        |       |       |       |       |

## Estatísticas

### Artilharia
Atualizado em 26 de novembro
| Pos. | Jogador          | Equipe          | Gols |
| ---- | ---------------- | --------------- | ---- |
| 1    | Michael Paulista | ABECAT          | 8    |
| 1    | Sandrinho        | Trindade        | 8    |
| 3    | Bruninho         | Uruaçu          | 5    |
| 3    | Diego            | Itaberaí        | 5    |
| 3    | Gui Campana      | ABECAT          | 5    |
| 3    | Rodrigo Gaia     | ABECAT          | 5    |
| 7    | Danillo          | Tupy de Jussara | 4    |
| 7    | Danilo           | Itaberaí        | 4    |
| 7    | Edson            | Tupy de Jussara | 4    |
| 7    | Edson Marques    | Pires do Rio    | 4    |
| 7    | Thauan           | Mineiros        | 4    |

### Maiores públicos
Estes são os dez maiores públicos do campeonato:
| N.º | Público | Mandante        | Placar | Visitante       | Estádio        | Data           | Rodada | Ref.   |
| --- | ------- | --------------- | ------ | --------------- | -------------- | -------------- | ------ | ------ |
| 1   | 1 987   | Mineiros        | 6–0    | Rioverdense     | Odilon Flores  | 3 de setembro  | 1ª     | [ 3 ]  |
| 2   | 1 942   | Mineiros        | 1–2    | Trindade        | Odilon Flores  | 29 de outubro  | 9ª     | [ 4 ]  |
| 3   | 1 600   | Uruaçu          | 4–0    | Guanabara City  | Serra Grande   | 23 de setembro | 4ª     | [ 5 ]  |
| 4   | 1 567   | Mineiros        | 2–1    | Itaberaí        | Odilon Flores  | 1 de outubro   | 5ª     | [ 6 ]  |
| 5   | 1 400   | Uruaçu          | 0–1    | ABECAT          | Serra Grande   | 7 de outubro   | 6ª     | [ 7 ]  |
| 6   | 1 274   | Mineiros        | 4–2    | Tupy de Jussara | Odilon Flores  | 15 de outubro  | 7ª     | [ 8 ]  |
| 7   | 1 256   | Tupy de Jussara | 3–1    | Itaberaí        | Geraldão       | 21 de outubro  | 8ª     | [ 9 ]  |
| 8   | 1 250   | Uruaçu          | 2–0    | Cerrado         | Serra Grande   | 28 de outubro  | 9ª     | [ 10 ] |
| 9   | 1 250   | Uruaçu          | 2–2    | Itumbiara       | Serra Grande   | 21 de outubro  | 8ª     | [ 11 ] |
| 10  | 823     | Pires do Rio    | 1–1    | Uruaçu          | Edson Monteiro | 5 de novembro  | 10ª    | [ 12 ] |

## Técnicos
| Equipe          | Técnico                                                          |
| --------------- | ---------------------------------------------------------------- |
| ABECAT          | Fabrício Alves (1ª—)                                             |
| Cerrado         | José Rafael Santos (1ª—2ª) Luís Gustavo (3ª—)                    |
| Guanabara City  | Everton Goiano (1ª) Waldir Brasil (2ª—)                          |
| Itaberaí        | Wicelmo Rodrigues (1ª—)                                          |
| Itumbiara       | Luís Carlos Winck (1ª, 3ª—5ª) Zé Carlos (2ª) Wilsomar Sena (6ª-) |
| Mineiros        | Lucas Oliveira (1ª) Edson Silva (2ª—)                            |
| Pires do Rio    | Augusto César (1ª—)                                              |
| Rioverdense     | Welington Santos (1ª—)                                           |
| Trindade        | Glauber Ramos (1ª—)                                              |
| Tupy de Jussara | João Marcos (1ª—5ª, primeira fase)                               |
| Uruaçu          | Gian Rodrigues (1ª—)                                             |

## Classificação Final
Conforme o artigo 10 do regulamento específico.
| Pos. | Equipes         | Pts | J  | V | E | D | GP | GC | SG  | Classificação                                  |
| ---- | --------------- | --- | -- | - | - | - | -- | -- | --- | ---------------------------------------------- |
| 1    | ABECAT          | 31  | 14 | 9 | 4 | 1 | 32 | 10 | +22 | Campeão e acesso à Divisão de Acesso 2024      |
| 2    | Trindade        | 20  | 12 | 6 | 2 | 4 | 19 | 11 | +8  | Vice-campeão e acesso à Divisão de Acesso 2024 |
| 3    | Itaberaí        | 19  | 10 | 6 | 1 | 3 | 17 | 9  | +8  | Eliminados nas semifinais                      |
| 4    | Uruaçu          | 18  | 12 | 4 | 6 | 2 | 18 | 11 | +7  | Eliminados nas semifinais                      |
| 5    | Guanabara City  | 15  | 10 | 5 | 0 | 5 | 14 | 16 | -2  | Eliminados na primeira fase                    |
| 6    | Pires do Rio    | 15  | 10 | 4 | 3 | 3 | 12 | 13 | -1  | Eliminados na primeira fase                    |
| 7    | Tupy de Jussara | 13  | 8  | 4 | 1 | 3 | 17 | 13 | +4  | Eliminados na primeira fase                    |
| 8    | Mineiros        | 12  | 8  | 4 | 0 | 4 | 19 | 15 | +4  | Eliminados na primeira fase                    |
| 9    | Cerrado         | 6   | 10 | 1 | 3 | 6 | 5  | 17 | -12 | Eliminados na primeira fase                    |
| 10   | Itumbiara       | 6   | 10 | 0 | 6 | 4 | 5  | 16 | -11 | Eliminados na primeira fase                    |
| 11   | Rioverdense     | 0   | 8  | 0 | 0 | 8 | 3  | 30 | -27 | Eliminados na primeira fase                    |